# Adrada de Pirón
Adrada de Pirón is een gemeente in de Spaanse provincie Segovia in de regio Castilië en León met een oppervlakte van 10,72 km². Adrada de Pirón telt 39 inwoners (1 januari 2016).

## Demografische ontwikkeling
Bron: INE, 1857-2011: volkstellingen